# Рылеево (Крым)
Рыле́ево (до 1948 года Тереклы́-Кита́й; укр. Рилєєве, крымскотат. Terekli Qıtay, Терекли Къытай) — исчезнувшее село в Первомайском районе Республики Крым, располагавшееся в центре района, в степной части Крыма, примерно в 3,5 километрах южнее современного села Сары-Баш.

### Динамика численности населения
| - 1805 год — 70 чел. - 1864 год — 66 чел. - 1889 год — 46 чел. - 1892 год — 53 чел. | - 1900 год — 32 чел. - 1915 год — 37/48 чел. - 1926 год — 72 чел. |

## История
Первое документальное упоминание села встречается в Камеральном Описании Крыма… 1784 года, судя по которому, в последний период Крымского ханства Тезекли и Хытай входили в Караул кадылык Перекопского каймаканства.
После присоединения Крыма к России (8) 19 апреля 1783 года, (8) 19 февраля 1784 года, именным указом Екатерины II сенату, на территории бывшего Крымского ханства была образована Таврическая область и деревня была приписана к Евпаторийскому уезду. После павловских реформ, с 1796 по 1802 год входила в Акмечетский уезд Новороссийской губернии. По новому административному делению, после создания 8 (20) октября 1802 года Таврической губернии, Тереклы-Китай был включён в состав Джелаирской волости Евпаторийского уезда.
По Ведомости о волостях и селениях, в Евпаторийском уезде с показанием числа дворов и душ… от 19 апреля 1806 года в деревне Тереклы-Китай числилось 9 дворов и 70 жителей крымских татар. На военно-топографической карте генерал-майора Мухина 1817 года деревня Китай обозначена с 14 дворами. После реформы волостного деления 1829 года Терекли-Китай, согласно «Ведомости о казённых волостях Таврической губернии 1829 года» отнесли к Атайской волости (переименованной из Джелаирской). На карте 1836 года в деревне 18 дворов, а на карте 1842 года Тереклы-Китай обозначен условным знаком «малая деревня», то есть, менее 5 дворов.
В 1860-х годах, после земской реформы Александра II, деревню приписали к Абузларской волости. В «Списке населённых мест Таврической губернии по сведениям 1864 года», составленном по результатам VIII ревизии 1864 года, Тереклы-Китай — владельческая татарская деревня, с 6 дворами, 66 жителями и мечетью при колодцахъ. По обследованиям профессора А. Н. Козловского 1867 года, вода в колодцах деревни Тереклы была пресная, а их глубина достигала 21—26 саженей (44—54 м) На трехверстовой карте Шуберта 1865—1876 года в деревне Тереклы-Китай 8 дворов). По «Памятной книге Таврической губернии 1889 года», по результатам Х ревизии 1887 года, в деревне Тереклы-Китай числилось 7 дворов и 46 жителей. Согласно «…Памятной книжке Таврической губернии на 1892 год», в деревне Тереклы-Китай, входившей в Асан-Аджинский участок, числилось 53 жителя в 9 домохозяйствах.
Земская реформа 1890-х годов в Евпаторийском уезде прошла после 1892 года, в результате Тереклы-Китай приписали к Коджанбакской волости. По «…Памятной книжке Таврической губернии на 1900 год» в деревне числилось 32 жителя в 4 дворах. По Статистическому справочнику Таврической губернии. Ч.II-я. Статистический очерк, выпуск пятый Евпаторийский уезд, 1915 год, в селе Тереклы-Китай (наследников барона Г. Е. Гинзбурга) Коджамбакской волости Евпаторийского уезда числилось 9 дворов (2 двора с землёй, 7 — безземельные) с населением в количестве 37 человек приписных жителей и 48 — «посторонних», из которых 56 мужчин и 29 женщин. Жители владели 1400 десятинами удобной земли. В хозяйствах имелось 80 лошадей,60 волов, 12 коров и 400 голов мелкого скота.
После установления в Крыму Советской власти, по постановлению Крымревкома от 8 января 1921 года № 206 «Об изменении административных границ» была упразднена волостная система и в составе Евпаторийского уезда был образован Бакальский район, в который включили село, а в 1922 году уезды получили название округов. 11 октября 1923 года, согласно постановлению ВЦИК, в административное деление Крымской АССР были внесены изменения, в результате которых округа были отменены, Бакальский район упразднён и село вошло в состав Евпаторийского района. Согласно Списку населённых пунктов Крымской АССР по Всесоюзной переписи 17 декабря 1926 года, в селе Тереклы-Китай, Аджи-Атманского сельсовета Евпаторийского района, числилось 18 дворов, все крестьянские, население составляло 72 человека, из них 67 русских, 5 записаны в графе «прочие». Постановлением ВЦИК РСФСР от 30 октября 1930 года был создан Фрайдорфский еврейский национальный район (переименованный указом Президиума Верховного Совета РСФСР № 621/6 от 14 декабря 1944 года в Новосёловский) (по другим данным 15 сентября 1931 года) и село включили в его состав, а после разукрупнения в 1935-м и образования также еврейского национального Лариндорфского (переименованный указом Президиума Верховного Совета РСФСР № 621/6 от 14 декабря 1944 года в Первомайский) и Тереклы-Китай включили в его состав.
С 25 июня 1946 года селение в составе Крымской области РСФСР. Указом Президиума Верховного Совета РСФСР от 18 мая 1948 года, были объединены Тереклы-Китай и Китай и переименовали в Рылеево. 26 апреля 1954 года Крымская область была передана из состава РСФСР в состав УССР. Ликвидировано до 1960 года, поскольку в «Справочнике административно-территориального деления Крымской области на 15 июня 1960 года» селение уже не значилось (согласно справочнику «Крымская область. Административно-территориальное деление на 1 января 1968 года» — в период с 1954 по 1968 годы как село Войковского сельсовета).